# 668

## Evenimente
- Goguryeo este învins și teritoriul său este împărțit între Silla Unificată, Balhae, și Tang.

## Decese
- 15 septembrie: Constans al II-lea Bărbosul, 37 ani, împărat bizantin (din 641), (n. 630)
- Brahmagupta, 69 ani, matematician și astronom indian (n. 598)